# Daniel O'Donnell
Pour les articles homonymes, voir O'Donnell.
Daniel O'Donnell, né le 12 décembre 1961 à Kincasslagh, (Comté de Donegal) est un chanteur irlandais. O'Donnell s'est fait connaître du public en 1983 et est depuis lors devenu un nom connu partout en Irlande et au Royaume-Uni. Sa musique a été décrite comme mélange de tradition et du peuple irlandais, et il a vendu plus de 10 millions de disques jusqu'ici.

## Discographie

### Albums
- The Boy From Donegal (1984)
- Two Sides Of (1985)
- I Need You (1986)
- Don't Forget To Remember (1987)
- From The Heart (1988)
- Thoughts Of Home (1989)
- The Last Waltz (1990)
- Favourites (1990)
- The Very Best Of Daniel O'Donnell (1991) #34 RU
- Follow Your Dream (1992) #17 RU
- A Date With Daniel Live (1993) #21 RU
- Especially For You (1994) #14 RU
- Christmas With Daniel (1994) #34 RU
- The Classic Collection (1995) #34 RU
- Timeless: Daniel O'Donnell and Mary Duff (avec Mary Duff – 1996) #13 RU
- Irish Collection (1996) #35 RU
- Songs Of Inspiration (1996) #11 RU
- I Believe (1997) #11 RU
- Love Songs (1998) #9 RU
- Greatest Hits (1999) #10 RU
- Faith and Inspiration (2000) #4 RU
- Heartbreakers (2000)
- Live, Laugh, Love (2001) #27 RU
- Yesterdays Memories (2002) #18 RU
- The Irish Album (2002)
- The Daniel O'Donnell Show (2002)
- Dreaming (2002)
- Songs of Faith (2003)
- Daniel In Blue Jeans (2003) #3 RU
- At The End Of The Day (2003) #11 RU
- The Jukebox Years (2004) #3 RU
- Welcome To My World (2004) #6 RU
- Teenage Dreams (2005) #10 RU
- The Rock' N' Roll Show (2006)
- From Daniel With Love (2006) #5 RU
- Until the Next Time (2006)
- Together Again (avec Mary Duff) (2007) #6 RU
- Country Boy (2008) #6 RU
- Peace in the Valley (2009) #8 RU
- O Holy Night (2010)
- Moon Over Ireland (2011) #9 RU

### Singles
- "I Just Wanna Dance" (1992) #20 UK
- "The Three Bells" (1993) #71 UK
- "The Love In Your Eyes" (1993) #47 UK
- "Whatever Happened To Old Fashioned Love" (1993) #21 UK
- "Singing The Blues" (1994) #23 UK
- "The Gift" (1994) #46 UK
- "Secret Love" (with Mary Duff – 1995) #28 UK
- "Timeless" (with Mary Duff – 1996) #32 UK
- "Footsteps" (1996) #25 UK
- "The Love Songs" (1997) #27 UK
- "Give A Little Love" (1998) #7 UK
- "The Magic Is There" (1998) #16 UK
- "The Way Dreams Are" (1999) #18 UK
- "Uno Mas" (1999) #25 UK
- "A Christmas Kiss" (1999) #20 UK
- "Light a Candle" (2000) #23 UK
- "Morning Has Broken" (2000) #32 UK
- "You Raise Me Up" (2003) #22 UK
- "Crush On You" (2006) #21 UK
- "Mother's Birthday Song" (2008)
- "Tipperary Girl" (2010)